# Hellvi församling
Hellvi församling var en församling i Visby stift. Församlingen uppgick 2010 i Lärbro-Hellvi församling.
Församlingskyrka var Hellvi kyrka.

## Administrativ historik
Församlingen har medeltida ursprung.
Församlingen utgjorde under medeltiden ett eget pastorat för att därefter vara annexförsamling i pastoratet Lärbro och Hellvi som 1962 utökades med Hangvars församling och Halls församling (dessa två kom senare 2002 att slås samman). Hellvi församling uppgick 2010 i Lärbro-Hellvi församling.
Församlingskod var 098011.